# سید حسین صابری
سید حسین صابری اناری (زادهٔ ۱۳۳۴) سیاستمدار و مدیر اجرایی ایرانی است که در دوران ریاست‌جمهوری محمود احمدی‌نژاد استاندار لرستان، اردبیل و کهگیلویه و بویراحمد بوده‌است.
وی همچنین شهردار کرمان، رئیس ستاد حوادث کشور و معاون عمرانی استانداری کرمان و قم بوده‌است. صابری در سال ۱۳۶۸ به عضویت هیئت علمی دانشگاه علوم پزشکی کرمان درآمد.